# Bangaza
Bangaza ist ein Dorf in der Landgemeinde Dungass in Niger.

## Geographie
Das Dorf befindet sich rund 22 Kilometer nordwestlich des Hauptorts Dungass der gleichnamigen Landgemeinde und des gleichnamigen Departements Dungass, das zur Region Zinder gehört. Zu weiteren Siedlungen in der Umgebung von Bangaza zählen Garaké im Nordwesten, Bourbaram im Norden, Wacha im Nordosten und Rouboundji im Westen.
Es herrscht das Klima der Sahelzone vor, mit einer durchschnittlichen jährlichen Niederschlagsmenge zwischen 300 und 400 mm.

## Bevölkerung
Bei der Volkszählung 2012 hatte Bangaza 1722 Einwohner, die in 241 Haushalten lebten. Bei der Volkszählung 2001 betrug die Einwohnerzahl 751 in 130 Haushalten und bei der Volkszählung 1988 belief sich die Einwohnerzahl auf 3607 in 652 Haushalten.
Die Bevölkerungsdichte in diesem Gebiet ist mit über 100 Einwohnern je Quadratkilometer hoch.

## Wirtschaft und Infrastruktur
Das Gebiet der Ebenen im Süden der Region Zinder, in dem Bangaza liegt, ist von einer anhaltenden Degradation der ackerbaulichen Flächen gekennzeichnet, die mit der hohen Bevölkerungsdichte in Zusammenhang steht. Im Dorf wird ein Wochenmarkt abgehalten. Der Markttag ist Freitag. Mit einem Centre de Santé Intégré (CSI) ist in Bangaza ein Gesundheitszentrum vorhanden. Es gibt eine Schule.